# Курінний Олексій Вікторович
Олексі́й Ві́кторович Курінни́й (22 травня 1986, Бахмут — 6 вересня 2017, с. Масевичі) — український політолог, юрист, експерт з розвитку української мови, громадський діяч, поет. Визначна особистість в боротьбі за емансипацію української мови та її статусу як державної на початку 21 століття. Автор оригінальних методів вивчення постколоніальної динаміки мовних змін в Україні. Займався також темами Голодомору на Північному Кавказі та проблемою асиміляції (словакізації) українців та русинів у Словаччині. Є автором чи співавтором більше ніж п'ятидесяти наукових та аналітичних публікацій з права, історії, соціолінгвістики, етнографії, автором колективних монографій та посібників (у співавторстві), а також наукових статтей. Один із розробників Закону України «Про забезпечення функціонування української мови як державної»[неавторитетне джерело].

## Біографія
Олексій Курінний народився в сім'ї київських інженерів — батько Олексія випускник КНУ ім. Т. Г. Шевченка, мама — випускниця НТУ КПІ. Народився на Донеччині у м. Бахмут (Артемівськ) куди його мама приїхала, втікаючи від вибуху на Чорнобильській АЕС, за місяць після якого народився Олексій. Дитячі роки провів частково на Донеччині та Черкащині. Все своє свідоме життя і навчання Олексій провів у Києві.
У 2003 р. з відзнакою (золота медаль) закінчив гімназію «Києво-Могилянський колегіум», а у 2009 р. здобув ступінь магістра, викладача вищої школи (повна вища освіта, диплом з відзнакою), завершивши навчання у Національному університеті «Києво-Могилянська академія».
З вересня 2009 р. працював старшим викладачем Кафедри міжнародного права і спеціальних правових наук Факультету правничих наук НаУКМА.
Співрозробник низки законопроєктів: «Про державну службу» (ЗУ № 889-VIII від 10.12.2015), «Про адміністративний збір», «Про права корінних народів України» (законопроєкти від 2014 і 2015 рр.), «Про правонаступництво України від українських державних утворень» (2015—2016), «Про державну мову» (№ 5670 від 19.01.2017), автор поправок до законопроєкту «Про внесення змін до деяких законів України щодо захисту інформаційного телерадіопростору України» (ЗУ № 159-VIII від 05.02.2015).
Загинув 6 вересня 2017 внаслідок аварії на трасі Київ-Ковель-Ягодин у Рокитнівському районі Рівненської області.

### Утвердження державного статусу української мови
Вивчення мовної ситуації в Україні, а також утвердження державного статусу української мови були провідними ідеями в житті науковця. Курінний був заступником голови Координаційної ради з питань захисту української мови при Київській міській організації товариства «Меморіал» ім. В.Стуса, заступником голови Київського міського об'єднання ВУТ «Просвіта» ім. Тараса Шевченка (2013—2017 рр.), членом Координаційної ради з питань застосування української мови в усіх сферах суспільного життя України при Міністерстві культури України, Міжвідомчої робочої групи з питань реалізації Концепції розвитку української мови, культури й виховання історичної пам'яті у жителів Києва та експертом громадської ініціативи «Реанімаційний Пакет Реформ».

### Топонімічні ініціативи
Брав активну участь у процесі перейменувань київської топоніміки. Автор численних публікацій, що обґрунтовували необхідність перейменування столичних вулиць з комуністичними назвами.

## Вшанування пам'яті

Меморіальна дошка О. Курінному на фасаді гімназії «Києво-Могилянський колегіум», м. Київ.

У липні 2018 року, видавництвом «Просвіта», було видано книгу віршів Олексія Курінного «Живу для України». В книзі зібрано поетичний доробок з 1999 по 2017 рік: поезії, поетичні переклади та фотографії з сімейного архіву.
7 вересня 2019 року на фасаді Києво-Могилянського колегіуму відкрито меморіальну дошку.
16 жовтня 2020 року, в Музеї НаУКМА, відбулася презентація монографії Олексія Курінного «Імплементація права на політичне самовизначення до сучасної правової системи України (ХХ — початок ХХІ ст.)».
Пам'яті Олексія Курінного присвячено проєкт «Нова українська класика» віолончеліста Василя Бабича. Вперше проєкт прозвучав у міській бібліотеці міста Дніпро 10 червня 2018 року. Пізніше концерти відбулися також і в Києві: в Будинку вчених НАН України 19 травня 2019 року та 10 липня 2021 року — в музеї «Кам'яниця київського війта».
У червні 2022 року експертна топонімічна комісія Києва опрацювала та погодила результати голосування щодо перейменування вулиці Карла Маркса на вулицю Олексія Курінного.
- 27 жовтня 2022 року у Києві його іменем було названо вулицю.[16].

25 жовтня 2022 року у Національному університеті «Києво-Могилянська академія» було затверджено Положення про відзнаку імені Олексія Курінного для студентів. Метою відзнаки є збереження пам'яті про Олексія у стінах його університету, сприяння продовженню його справи патріотичними могилянцями.

## Публікації
Автор і співавтор понад 50 наукових і аналітичних публікацій з права, історії, соціолінгвістики, етнографії, зокрема, колективних монографій і посібників (у співавторстві), а також наукових статей.
Монографія, видана на основі матеріалів дисертації О. Курінного
- Курінний О. В. Імплементація права на політичне самовизначення до сучасної правової системи України (ХХ — початок ХХІ ст.) [Архівовано 25 липня 2020 у Wayback Machine.]: Монографія / За наук. ред. Євгена Звєрєва. — К.: Видавничий дім «Києво-Могилянська академія», 2020. — 200 с.

Колективні монографії, посібники та інші видання (у співавторстві)
- Громадський моніторинг якості адміністративних послуг, які надаються Міністерством юстиції України. Аналітичний звіт / Заг. ред. Тимощука В. П., Курінного О. В. — К.: Москаленко О., 2016. — 96 с.
- Адміністративні послуги: стан і перспективи реформування. Збірник матеріалів / [Тимощук В. П., Добрянська Н. Л., Курінний О. В., Школьний Є. О. та ін.] / Заг. ред. Тимощука В. П., Курінного О. В. — Київ, ФОП Москаленко О. М., 2015. — 430 с.
- Науково-практичний коментар до Закону України «Про адміністративні послуги» / За заг. ред. В. П. Тимощука. — К.: ФОП Москаленко О. М., 2013. — 392 с.
- Курінний О. В. Українська спільнота Північного Кавказу як об'єкт Голодомору 1932—1933 років [Архівовано 28 вересня 2020 у Wayback Machine.] // Голодомор 1932—1933 років в Україні як злочин геноциду згідно з міжнародним правом: Монографія / За наук. ред. Володимира Василенка, Мирослави Антонович. — Видання 3-тє, допов. — К.: Видавничий дім «Києво-Могилянська академія», 2014. — 364 с. — С. 161—173 (три видання: видання перше — 2012. — 362 с., видання друге — 2013. — 360 с., видання третє — 2014. — 364 с.).
- Курінний О. Асиміляція і деформація ідентичності русинів-українців Карпат як чинник нівелювання прав української національної меншини (корінного народу) // Українці-русини: етнолінгвістичні та етнокультурні процеси в історичному розвитку / [голов. ред. Г. Скрипник] ; НАН України, МАУ, ІМФЕ ім. М. Т. Рильського. — К., 2013. — 750+XXX с. Децентралізація публічної влади: досвід європейських країн та перспективи України / [Бориславська О. М., Заверуха І. Б., Школик А. М. та ін.]; Центр політико-правових реформ. — К.: Софія, 2012. — 128 с. (два видання: К.: Софія, 2012. — 128 с.; К.: Москаленко О. М., 2012. — 212 с.)
- Нова влада: виклики модернізації / Ред. І розділу І. Коліушко. — К.: К. І. С., 2011. — 260 с. — С. 16-22 Розділ 2. Урядування та адміністративне право // Розвиток публічного права в Україні (доповідь за 2009—2010 роки) / За заг. ред. Н. В. Александрової, І. Б. Коліушка. — К.: Конус-Ю, 2011. — 726 с.
- Центри надання адміністративних послуг: створення та організація діяльності: Практичний посібник, Видання 2-ге, доповнене і доопрацьоване / [Бригілевич І. І., Ванько С. І., Загайний В. А., Коліушко І. Б., Курінний О. В., Стоян В. О., Тимощук В. П., Шиманке Д.] / За заг. ред. Тимощука В. П. — К.: СПД Москаленко О. М., 2011. — 432 с. (два видання: 2010. — 440 с., 2011. — 432 с.).
- Корупційні ризики надання адміністративних послуг та контрольно-наглядової діяльності в Україні / [Ігор Коліушко, Віктор Тимощук, Олександр Банчук, Олексій Курінний та ін.; Ірина Бекешкіна]; Центр політико-правових реформ, Фонд «Демократичні ініціативи». — К.: Москаленко О. М. ФОП, 2009. — 196 с. (два видання: україномовне та англомовне)Олексій Курінний на форумі «Нас єднає мова» (липень 2015 року)

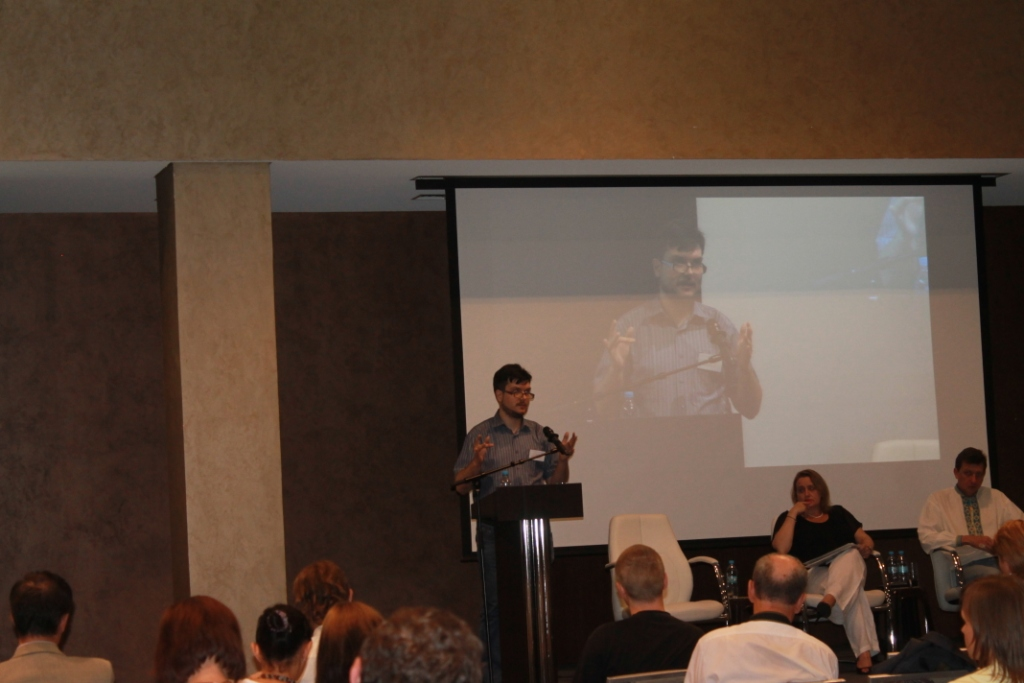
Олексій Курінний на форумі «Нас єднає мова» (липень 2015 року)

- Публічна адміністрація та адміністративне право // Розвиток публічного права в Україні (доповідь за 2007—2008 роки) / За заг. ред. Н. В. Александрової, І. Б. Коліушка. — К.: Конус-Ю, 2009. — 584 с.

Вибрані наукові й аналітичні статті
- Курінний О. В. Українське самоврядування й правова система від кінця XVIII — до середини ХІХ ст.: тяглість та остаточна ліквідація // Наукові записки НаУКМА. Том 168, Юридичні науки / НаУКМА. — К.: Видавничий дім «КМ Академія», 2015. — 156 с. — С. 60-63.
- Курінний О. В. Англосаксонська модель (традиція) реалізації права націй на самовизначення // Наукові записки НаУКМА. Том 144—145, Юридичні науки / Національний університет «Києво-Могилянська академія». — К.: Видавничий дім «КМ Академія», 2013. — 164 с. — С. 70-73.
- Курінний О. В. Право на самовизначення (сецесію) в національних законодавствах Узбекистану й Молдови як пострадянських держав // Наукові записки НаУКМА. Том 129, Юридичні науки / НаУКМА. — К.: Видавничий дім «КМ Академія», 2012. — с. — С. 149—152.
- Курінний О. В. Реалізація національними меншинами права на внутрішнє самовизначення у правовій системі України // Наукові записки НаУКМА. Том 116, Юридичні науки / Національний університет «Києво-Могилянська академія». — К.: КМ Академія, 2011. — 109 с. — С. 44—47.
- Курінний О. В. Кримські татари та українці Польщі — корінні народи та суб'єкти самовизначення // Наукові записки НаУКМА. Том 103, Юридичні науки / Національний університет «Києво-Могилянська академія». — К.: Видавничий дім «КМ Академія», 2010. — 126 с. — С. 69—71.
- Курінний О. Проблема доступу приватних осіб до інформації в органах публічної адміністрації в умовах недосконалості чинного законодавства // Вибори та демократія. — 2009. — № 3(21). — С.67-72.
- Курінний О. Державна мова в системі освіти як засіб інтеграції мовних меншин до українського суспільства // Магістеріум. Вип. 37, Мовознавчі студії / Національний університет «Києво-Могилянська академія». — К.: Аграр Медіа Груп, 2009. — 104 с. — С. 54—64.
- Тимощук В. П., Курінний О. В. Новий закон про державну службу: новели та проблеми // Юридичний вісник України. — 4–10.02.2012. — № 5 (866) — С. 4-5.